# 扶眉戰役紀念館
扶眉戰役紀念館是一个位於中華人民共和國陝西省寶雞市眉縣常興鎮的一個紀念扶眉戰役的紀念館，紀念館面積1560平方米，烈士紀念碑19.49米。於1953年開始籌建，1954年開始收斂陣亡士兵遺骨，1955年收集陣亡士兵遺物。1972年對外開放。